# Rudolf Rössler
Rudolf Rössler, známý pod krycím jménem Lucy (22. listopadu 1897 Kaufbeuren, Bavorsko – 11. prosince 1958 Kriens, Švýcarsko) byl německý novinář a divadelní kritik, který za druhé světové války poskytoval tajné zpravodajské informace o nacistickém Německu.
Rössler byl protinacistického zaměření a po převzetí moci nacisty odešel do exilu do Švýcarska, kde se usadil v Lucernu. V roce 1942 začal spolupracovat se švýcarskou pobočkou sovětské zpravodajské služby GRU, kterou Němci nazývali Rote Drei (Rudá trojka). Spolupracoval také s důstojníkem české zpravodajské služby Karlem Sedláčkem, který vystupoval také jako novinář pod jménem Tomáš Selzinger. Sedláček Rösslerovi pomáhal s analýzou zpravodajských informací a dostával část informací, které londýnské ústředí předávalo britské MI 6.
V roce 1944 byl Rössler spolu s dalšími agenty na nátlak Německé říše ve Švýcarsku zatčen a strávil rok a půl ve vězení; po válce byl odsouzen k symbolickému trestu a propuštěn. Identity zřejmě vysoce postavených německých agentů, kteří Rösslerovi předávali hodnotné informace, neprozradil ani po válce a zůstávají neobjasněným tajemstvím. Množství předávaných informací, které sám poskytoval, zavdává domněnku, že byl pouze prostředníkem, který předával informace zpracované nějakou organizovanou skupinou.